# Dolomitsteinbruch Linde
Das Naturschutzgebiet Dolomitsteinbruch Linde liegt südwestlich der Ortschaft Linde auf dem Gebiet der Gemeinde Lindlar im Oberbergischen Kreis in Nordrhein-Westfalen. Nördlich tangiert die Kreisstraße 29 das Gebiet, an der bei der Abzweigung Müllersommer noch ein hohes, mehrstöckiges Betongebäude – das ehemalige Brechwerk des Dolomitsteinbruchs – zu sehen ist.

## Beschreibung
Das Naturschutzgebiet wurde im Jahr 1996 unter der Schlüsselnummer GM-011 unter Naturschutz gestellt.
Das Fachinformationssystem des Lanedamtes für Naur, Umwelt und Verbraucherschutz in NRW beschreibt das Gebiet in ihrem Informationsystem wie folgt:

„Durch den Dolomitabbau sind mehrere Terrassen entstanden, die im Westen und Osten von senkrechten Felswänden begrenzt werden. Im Süden finden sich ca. 50 Grad geneigte Schichthänge, die z.T. leicht übererdet sind und abschnittweise bereits verbuschen. Die offenen Terrassenflächen werden von ruderalisierten Magerrasen eingenommen, lokal finden sich temporäre Kleingewässer. In weiten Bereichen des Steinbruchs sind bereits Vorwälder aufgewachsen. Im Westen schließen sich naturnahe Laubwaldbestände an. Im Norden wird das Gebiet von naturnahen Ommerbach begrenzt. In dem von Silikatgestein geprägten Bergischen Land kommt diesem Kalksteinbruch als Inselbiotop eine besondere Bedeutung zu. Insbesondere die offen, nordexponieren Schichthänge sind von besonderer faunistischer Bedeutung, wobei ihre Flächenausdehnung durch die zunehmende Verbuschung immer geringer wird. Weiterhin besitzt der Steinbruch in NRW eine herausragende geologische und paläontologische Bedeutung. Der Steinbruch ist ein wichtiger Trittstein im regionalen Biotopverbund.“

## Tier- und Pflanzenarten
Der ehemalige Steinbruch mit seinen Stillgewässern, spärlich bewachsenen Schotterhalden und leerstehenden Gebäuden ist ein potentieller Rückzugsort für Fledermäuse, Spinnen, Falter, Amphibien und Reptilien. Kalkhaltige Böden sind artenreich und selten in der Region zu finden. Sie sind die Grundlage für die Entwicklung des Lebensraumtyps Waldmeister-Buchenwald (Asperulo-Fagetum). In der artenreichen Krautschicht finden sich charakteristische und laut Roter Liste seltene Pflanzenarten, wie z. B. Aronstab (Arum maculatum), Berg-Goldnessel (Galeobdolon montanum), Grünliche Gelb-Segge (Carex demissa) (RL V), Mauerraute (Asplenium ruta-muraria), Ährige Teufelskralle (Phyteuma spicatum), Waldmeister (Galium odoratum).

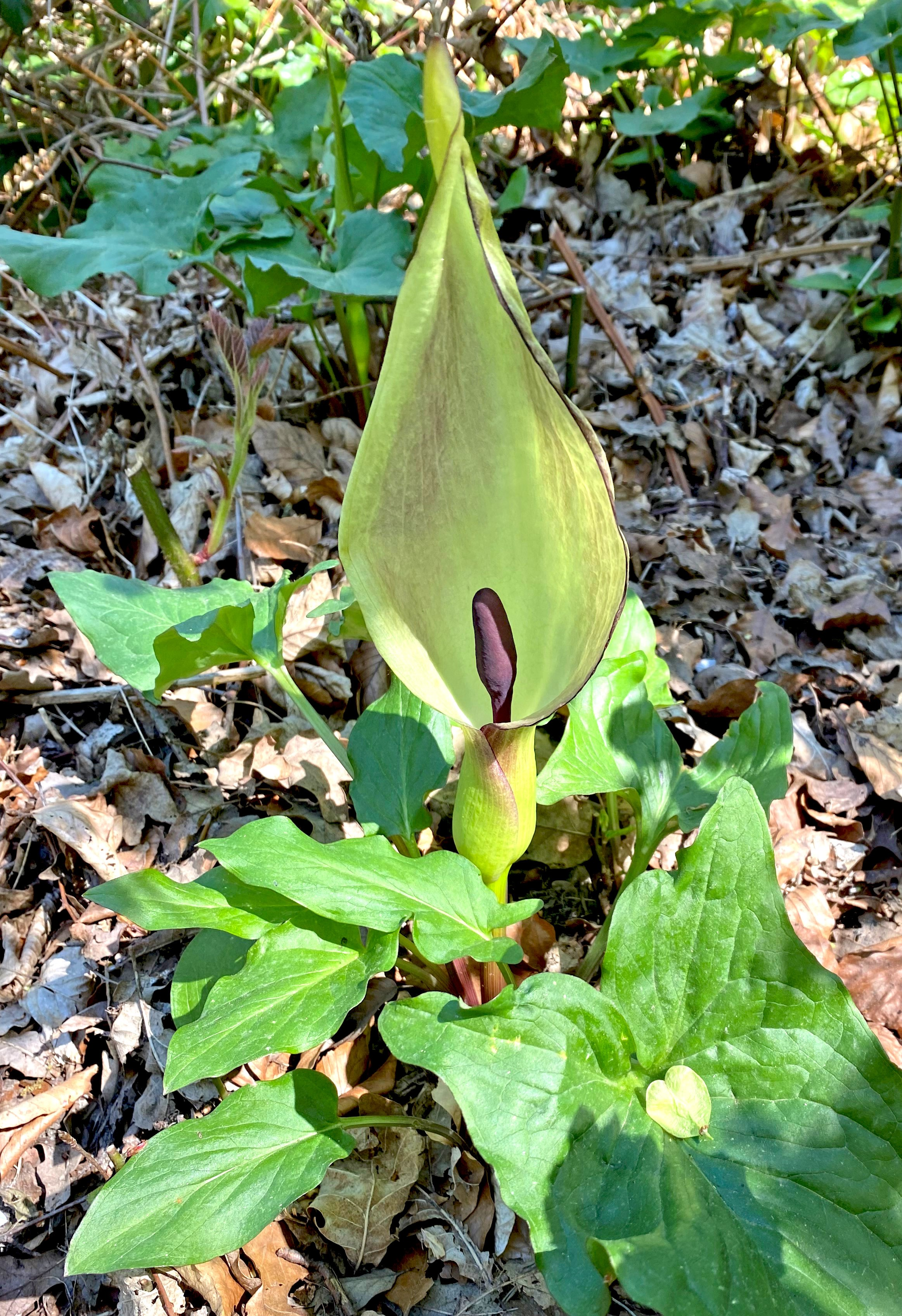
Aronstab (Arum maculatum)
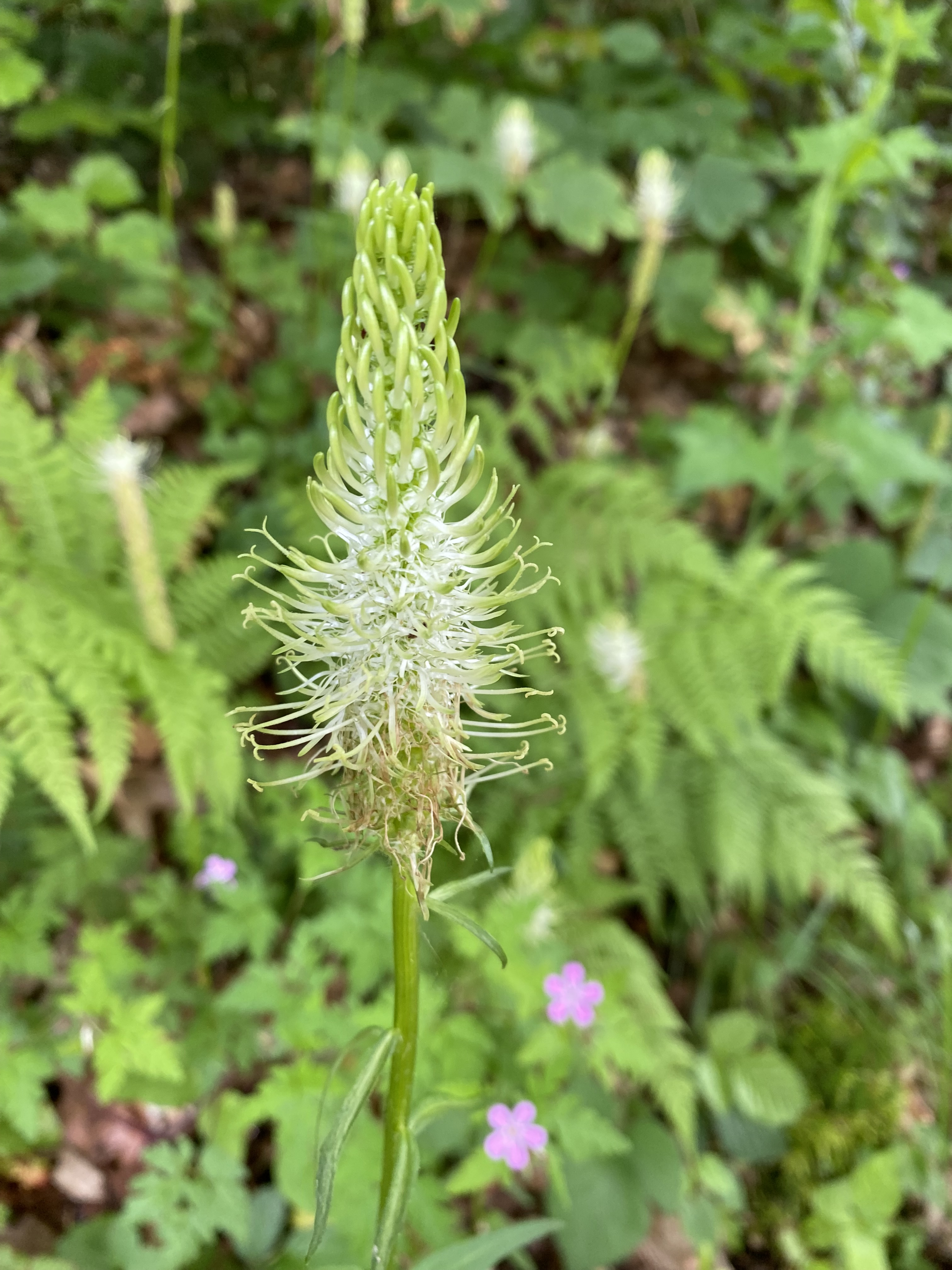
Ährige Teufelskralle (Phyteuma spicatum)
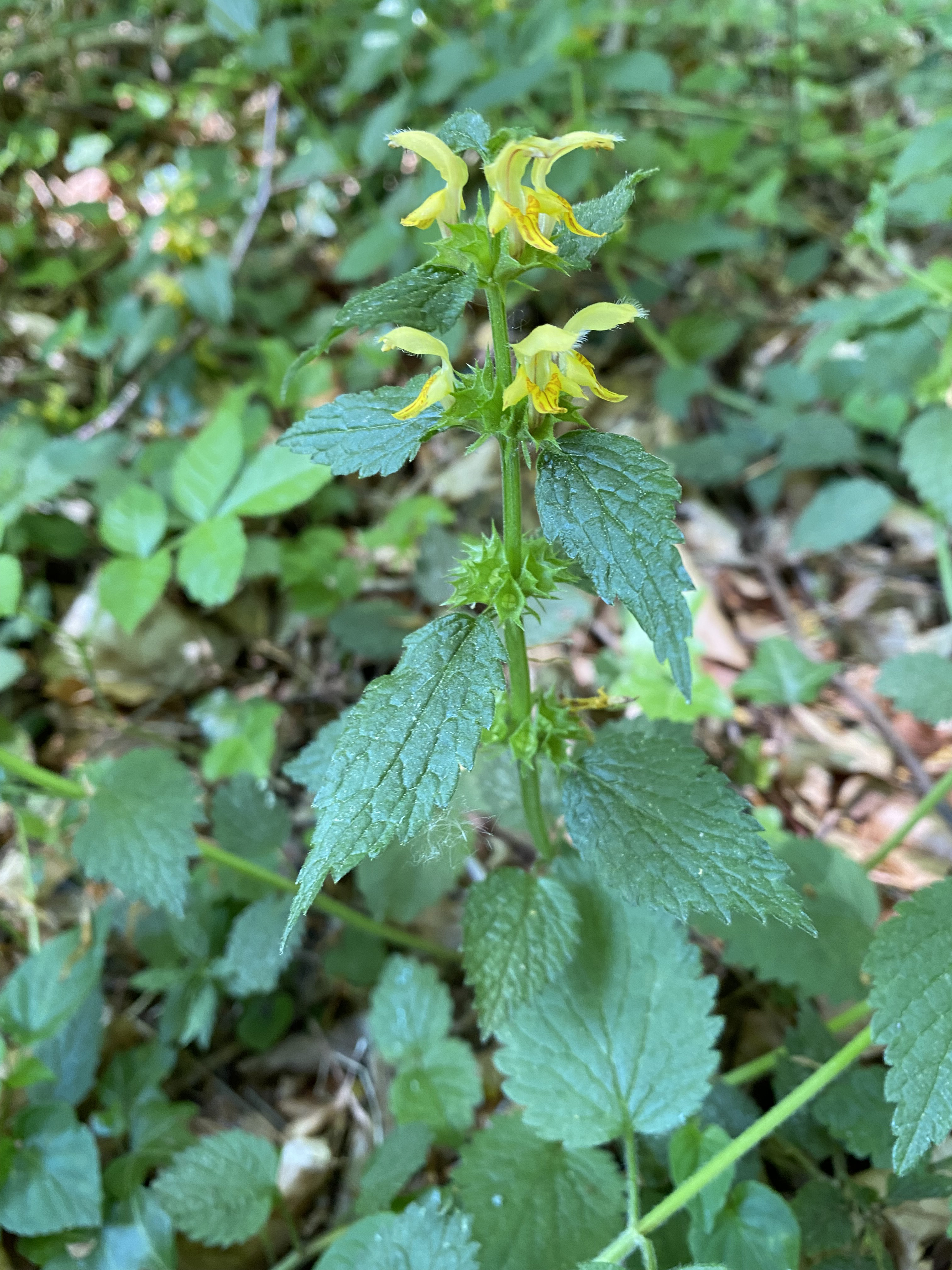
Goldnessel (Lamium galeobdolon)

## Schutzziele
- Erhaltung und Entwicklung von Trockenrasen-Vorkommen, spontanen Gebüschen und Wiederbesiedlungsvegetation auf Steinbruchlebensräumen, von wildlebenden Tierarten, insbesondere von Fledermäusen, Faltern, Spinnen, Amphibien und Reptilien,
- Erhaltung von Laubwaldbeständen auf Kalk mit artenreicher Kalkflora sowie
- Sicherung des devonischen Korallenriffs und des „schwarzen Bergischen Marmors“ im ehemaligen Dolomitsteinbruch.[3]